# Brigitte Paquette
Pour les articles homonymes, voir Paquette.
Brigitte Paquette est une actrice québécoise, née le 14 janvier 1960 à Lachute.

## Biographie
Brigitte Paquette est la conjointe de l'acteur Frank Schorpion et la mère de l'actrice Charlotte Le Bon.

## Filmographie
- 1990 : Un autre homme
- 1992 : Requiem pour un beau sans-cœur : Denise
- 1994 : C'était le 12 du 12 et Chili avait les blues : Mère de Chili
- 1996 : Omertà ("Omerta, la loi du silence") (série télévisée) : Gabrielle Provost
- 1996 : L'Homme perché : Patty Deschamps
- 1996 : Destin particulier (For Love Alone: The Ivana Trump Story) (TV) : Natalie
- 1997 : Omertà II - La loi du silence ("Omertà II - La loi du silence") (feuilleton TV) : Gabrielle Provost
- 1997 : Diva (série télévisée) : Suzy Dupré
- 1990 : Watatatow (série télévisée) : Luce Taillefer (1997-1998)
- 2000 : Quadra (série télévisée)
- 2001 : Témoins en sursis (Hidden Agenda) : Connie Glenn
- 2002 : Ice Cold
- 2002 : Les Poupées russes (série télévisée) : Hélène Lauzière
- 2004 : Vendus : Jacqueline Renaud
- 2004 : Elles étaient cinq : Commissaire aux libérations
- 2005 : Les Ex (série télévisée) : Brigitte Bélanger
- 2010 : Y'en aura pas de facile : Murielle
- 2011 : Penthouse 5-0 (série télévisée) : Diane Marois
- 2016-2022’’ ‘’District 31’’ (série télévisée) : ‘’Mélissa Corbeil’’

## Récompenses et Nominations

### Récompenses
- 1998 - Prix Gémeau, Meilleure interprétation féminine rôle de soutien : dramatique
- 1986 - Coupe Charade, joueuse de l'équipe des Noirs de la LNI, dirigé par André Melançon